# Vuelo 744 de Widerøe
El vuelo 744 de Widerøe, también conocido como el accidente de Namsos (en noruego: Namsos-ulykken), fue el accidente de un de Havilland Canada DHC-6-300 Twin Otter durante la aproximación al aeropuerto de Namsos Høknesøra en Noruega. El accidente tuvo lugar el 27 de octubre de 1993 a las 19:16:48 provocando la muerte de seis de las diecinueve personas que viajaban a bordo, incluyendo a dos tripulantes. El vuelo regular se encontraba en la ruta del aeropuerto de Trondheim Værnes con escala en Namsos antes de llegar al aeropuerto de Rørvik Ryum y el avión se estrelló en Berg en Overhalla al estar volando demasiado bajo.
Las investigaciones paralelas fueron llevadas a cabo por la policía de distrito de Namdal y la Oficina de Investigación de Accidentes para la Aviación Civil (HSL). El informe no reveló problemas técnicos en el avión. Sin embargo, se descubrieron varios errores del piloto y la falta de una mayor responsabilidad de la aerolínea por la ausencia de una organización y procedimientos apropiados. Nadie fue acusado por el accidente, pero produjo una gran reestructuración de las operaciones y procedimientos de Widerøe.

## Accidente
El vuelo 744 de Widerøe fue un vuelo regular del aeropuerto de Trondheim Værnes al aeropuerto de Namsos Høknesøra operado con un de Havilland Canada DHC-6-300 Twin Otter. El avión portaba el registro LN-BNM y número de serie 408, y fue entregado a Widerøe en 1974. El avión había volado 40.453 horas y cumplía con todos los requisitos de servicio. El piloto, Jan Bjørstad, de 43 años, tenía licencia de piloto desde 1974 y fue empleado en Widerøe desde 1985. Poseía el certificado C desde el 4 de enero de 1993, y actuaba de comandante desde el 20 de enero. Había pilotado un total de 4.835 horas y había aterrizado trece veces en el aeropuerto de Namsos en los doce meses previos al accidente. El primer oficial, Trond Hamre, tenía 34 años, y se había formado en los Estados Unidos donde obtuvo el certificado tipo C en 1988. Contaba con 6.354 horas de vuelo, de las cuales 1.356 fueron en Twin Otter. Había sido comandante durante 3.441 horas antes de entrar a trabajar con Widerøe, donde se encontraba trabajando desde 1990. Había aterrizado veintisiete veces en el aeropuerto de Namsos en los doce meses previos al accidente.
El primer oficial estaba utilizando una medicación para el dolor de espalda que no estaba permitida durante el vuelo. Sin embargo, esta había sido prescrita por un médico especialista en medicina aeronáutica. No se encontraron rastros de la sustancia en el cuerpo del piloto tras el accidente. La tripulación había comenzado su jornada en el aeropuerto de Bodø a las 13:30 (CET, UTC+1) y tenían previsto realizar un viaje de ida y vuelta al aeropuerto de Trondheim, con escalas en el aeropuerto de Sandnessjøen, el aeropuerto de Mosjøen, el aeropuerto de Brønnøysund y el aeropuerto de Rørvik como vuelo 711. En la ruta de ida, se canceló la parada en Mosjøen por la meteorología adversa. El avión aterrizó en el aeropuerto de Trondheim a las 17:52. El vuelo de regreso fue operado como vuelo 744 desde Trondheim via Namsos a Rørvik, donde avión y tripulantes pasarían la noche.
En Trondheim, entraron diecisiete pasajeros así como 136 kilogramos (299,8 lb) de carga. El tiempo de vuelo estimado a Namsos fue de 35 minutos. El avión tenía un peso máximo al despegue de 5675 kilogramos (12 511,2 lb), aunque el avión despegó con 5460 kilogramos (12 037,2 lb). Antes del despegue, el agente de tierra de SAS Ground Handling había calculado la carga de pasajeros y la distribución de los pasajeros. Cuando lo corregía conforme a la distribución de los pasajeros, el comandante efectuó un error de cálculo en el que concluyó que no se requería mover a los pasajeros. En realidad debían haberse distribuido para cumplir con las limitaciones de la distribución de peso. El avión partió del aeropuerto de Trondheim a las 18:37 tras lo que ascendió hasta su altitud de crucero de 1.500 metros (5.000 ft). A las 18:53, se obtuvo la lectura del QNH en Namsos de 1017 hPa. Esto daba una lectura de altitud de 1.510 metros (4.950 ft) y 1.500 metros (4.900 ft), respectivamente, para el comandante y el primer oficial. Había 25 nudos (46,3 km/h) de viento desde 250°, con rachas de hasta 36 nudos (66,7 km/h).
El comandante diseñó el plan de descenso, que incluía un descenso inicial a 1.200 metros (4.000 ft), tras los que descendería a 900 metros (3.000 ft), antes de efectuar un viraje hacia el radial 255. Entonces el avión debía descender a 640 metros (2.100 ft) y dirigirse directamente hacia la baliza de Namsos. Tras ello, la altitud mínima de decisión fue establecida en 640 metros (2.100 ft). A las 19:01, el servicio de información de vuelo del aeropuerto (AFIS) anunció los nuevos datos meteorológicos: el viento había cambiado a 260° a 25 nudos (46,3 km/h), con rachas de hasta 40 nudos (74,1 km/h). Dado que la tripulación planeaba utilizar la pista 26, esto suponía que el viento fue completamente de cara al avión, por lo que la trioulación decidió añadir algo de altitud al descenso. A las 19:05, el primer oficial afirmó que la lista de comprobación previa al descenso estaba concluida, y el comandante inició la lista de comprobaciones de aproximación. En ese momento, ambos indicadores de altitud mostraban 1500 metros (5000 pies). A las 19:07, el avión estaba virando a 050°.
A las 19:10, el avión se alineó con el centro de la pista y el AFIS de Namsos confirmó que el avión se encontraba en 255°. A las 19:14, el avión había descendido a 640 metros (2,100 ft) y a las 19:15:13, superó la baliza de Namsos. A las 19:15:30, el primer oficial confirmó contacto visual con el campo. A las 19:16:35, el comandante alcanzó la altitud de 150 metros (500 ft), confirmado por el primer oficial. Cuatro segundos más tarde, el comandante afirmó: "no debemos descender más". El avión impactó primero con algunos árboles, situados a 119 metros (130,1 yd) sobre el nivel del mar. A las 19:16:48, el avión impactó con una colina a 6,15 kilómetros (3,3 nmi) del aeropuerto, en Berg (Overhalla). Se recibió una señal ELT en Namsos y se inició de inmediato una operación de búsqueda y rescate. ambos pilotos y cuatro pasajeros fallecieron en el impacto, mientras que los trece pasajeros restantes resultaron heridos.

## Causa
La meteorología en la zona consistía en vientos de 30 nudos (55,6 km/h), con nubes y fuertes precipitaciones, y algunos informes de turbulencias. El avión no estaba equipado con sistema de alerta de proximidad al terreno, si bien este no estaba requerido entonces. No era imprescindible que el avión contase con grabadora de datos de vuelo y grabadora de voz de cabina (CVR), pero la aerolínea había decidido instalar esta última. Las entrevistas con los pasajeros supervivientes mostraron que ninguno de ellos había percibido la existencia de problemas en el vuelo hasta el momento del impacto. Uno de los pasajeros se trataba de un profesional de la navegación y pudo ver parcialmente la cabina desde su asiento; y fue capaz de confirmar algunas de las lecturas de los instrumentos de vuelo. Las entrevistas con habitantes locales indicaron que el vuelo había seguido un patrón rutinario.
El informe de la Oficina de Investigación de Accidentes de Aviación Civil categorizó el accidente como un vuelo controlado contra el terreno. El informe apuntó a varios errores, tanto por parte de los pilotos, como fallos sistemáticos por parte de Widerøe y la Autoridad de Aviación de Noruega. En particular, el informe hace referencia a la falta de notificación durante el descenso. El procedimiento de viraje a base también fue cuestionado, ya que la tripulación no lo cronometró correctamente, concluyendo el giro a 14 millas náuticas (25,9 km) del aeropuerto. Cuando el piloto al mando canceló el aterrizaje instrumental y optó por un aterrizaje visual nocturno, no tenía suficientes referencias visuales con el terreno. Durante esta fase de la aproximación, la posición del avión no fue cotejada con ninguna ayuda a la navegación. Esto se debió en parte a que ambos pilotos se habían centrado en el trabajo extra en cabina después de que el otro piloto hubiera destacado la necesidad de ver el aeropuerto. La tripulación no recibió alertas de la proximidad al terreno; los estrechos márgenes entre 150  metros (500 ft) y 119  metros (392 ft) fueron causados en parte por la ausencia de advertencias.

## Consecuencias

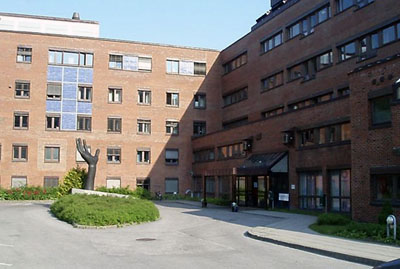
Los heridos fueron llevados al hospital de Namsos

Un hombre de unos veinte años apenas resultó herido en el accidente y corrió hasta la granja cercana de Berg. Tras decir "El avión ha caído. ¡Soliciten ayuda!", regresó corriendo al avión. Los tres residentes de la granja fueron los primeros en llegar al lugar del accidente. El lugar estaba sometido a agua-nieve, lluvia y viento del suroeste, provocando que las víctimas se congelasen rápidamente. Algunos de los heridos no podían moverse debido a sus fracturas. La granja se convirtió en base de operaciones de los servicios de emergencia. Los heridos fueron trasladados a la granja, donde recibieron la asistencia inicial antes de su traslado al hospital de Namsos—llegando el último a las 22:30. Unas setenta personas participaron en las labores de emergencia.
El accidente fue el quinto accidente fatal con un Twin Otter en Noruega y el cuarto accidente mortal de Widerøe en once años. Widerøe detuvo toda actividad publicitaria después del accidente. Widerøe anunció en noviembre que iban a acelerar el relevo de sus Twin Otter y de Havilland Canada Dash 7 por los nuevos de Havilland Canada Dash 8, pero negó que el accidente incidiese en la decisión y en su lugar citaban motivos financieros.
En 1996 Widerøe llevó a cabo una serie de medidas después de las recomendaciones recibidas de la comisión, incluyendo una reestructuración de la división de operaciones de los aviones, la división de aseguramiento y el sistema de reporte a la compañía. Otra cuestión fue que los pilotos no siguieran las rutinas de la compañía, lo que supuso que la compañía dejase a diez pilotos en tierra al no seguir las políticas o que cometieron varios errores durante las evaluaciones. Algunos recibieron entrenamiento adicional mientras que otros fueron apartados. La compañía invirtió cuarenta millones de coronas (NOK) adicionales para mejorar la seguridad.
El avión fue desguazado tras el accidente. Inmediatamente después del accidente, Widerøe pagó una indemnización de 10.000 NOK a cada uno de los supervivientes. Los supervivientes y familiares de los fallecidos reclamaron daños por varios millones de coronas, incluyendo tres personas que reclamaron un millón cada una tras haberse quedado inválidas. Las demandas fueron presentadas contra la compañía de seguros Norsk Flyforsikringspool. Tras la mediación, la aerolínea accedió a compensar con 15.000 coronas adicionales en efectivo y con 30.000 coronas de crédito libre para viajar con Widerøe.

## Investigación
Cuatro inspectores del HSL, dos investigadores del Servicio Nacional de Investigación Criminal y un técnico de Widerøe llegaron al lugar a las 13:30 del 28 de agosto. En ese momento ya se habían restablecido las operaciones en el aeropuerto de Namsos. Aseguraron una zona de doscientos por ochenta metros para la investigación, en el que estaban recogidos todos los restos del avión así como de los árboles derribados por el aparato. El sistema de aterrizaje instrumental en el aeropuerto de Namsos había sido probado por la Autoridad de Aviación Noruega el veintiocho de octubre y el cuatro de noviembre, sin haberse detectado ningún problema.
Se llevaron a cabo dos investigaciones paralelas, una por parte de HSL y otra del distrito policial de Namdal.
El informe final fue publicado el 10 de julio de 1996 y descargaba la responsabilidad del accidente en la compañía y sus rutinas operativas. El informe contenía veintiséis recomendaciones de mejora para la compañía. La fiscalía de Noruega decidió en septiembre de 1997 no acusar a Widerøe por el accidente.